# Déréglementation

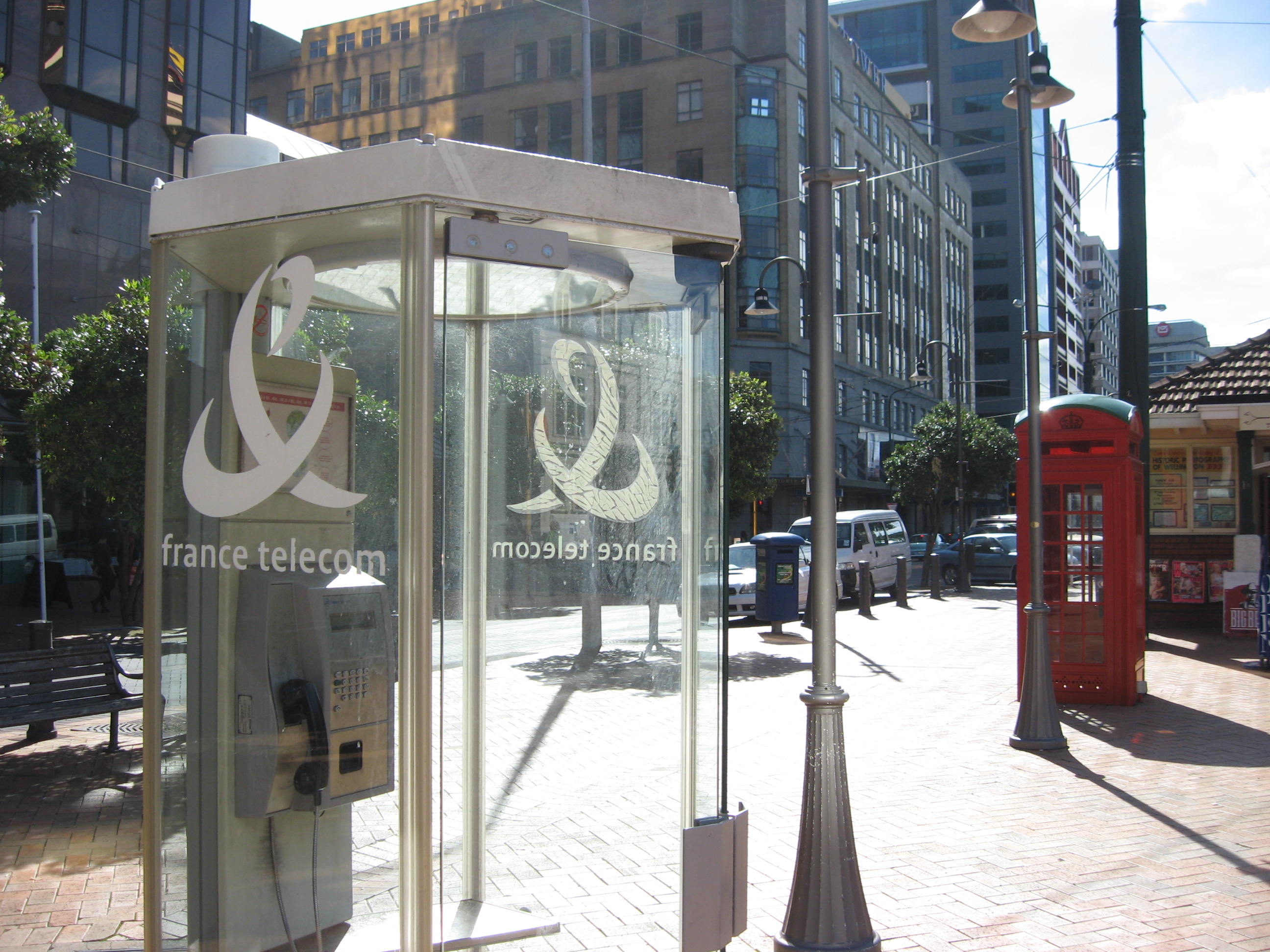
Exemple de déréglementation : la présence d'une cabine France Télécom à Wellington, Nouvelle-Zélande.

La déréglementation ou dérèglementation (en anglais deregulation) est une démarche entreprise par l'autorité publique (exécutif ou judiciaire) pour faire évoluer les secteurs d'activité concernés au profit de la concurrence,.
La déréglementation est en général une composante importante de la mise en œuvre de politique de libéralisation économique, pour le compte des principes du libéralisme économique.
La déréglementation consiste étymologiquement en la suppression de réglementations. Pour les investisseurs qui profitent de cette concurrence, les anciennes réglementations (c'est-à-dire le cadre juridique précédent) sont vues comme des contraintes règlementaires.
Cependant, lorsque dans une branche d'activité un monopole public est aboli, il est parfois nécessaire d’augmenter la règlementation et la régulation de cette branche.
Des autorités de régulation sont mises en place dans les secteurs naturellement oligopolistiques ou naturellement monopolistiques, avant de vérifier et soutenir la concurrence. Aux États-Unis, il s'agit des federal administrations, et des codes juridiques de la réglementation fédérale des États-Unis (Code of Federal Regulations). En France et dans l'Union européenne, il s'agit d'autorités administratives indépendantes, dont la réglementation n'est pas l'objet d'une codification juridique.
Les déréglementations ont eu lieu dès la fin des années 1970 au Royaume-Uni (politiques économiques de Margaret Thatcher) et aux États-Unis (Ronald Reagan), puis se sont étendues aux autres pays développés à partir des années 1980. Ces mesures sont également étendues, à la même décennie, à la plupart des pays en voie de développement (PVD) après l'échec des politiques de protection des industries naissantes menées depuis les indépendances. Les déréglementations ont commencé en France dès 1983 avec la déréglementation des marchés financiers (après l'échec du programme commun). Sous l’influence de la commission européenne, elles se sont accélérées à partir des années 2000.

## Libéralisation, réglementation et régulation
En français, règlementation et régulation ne sont pas synonymes. Règlementer veut dire assujettir une activité à des règlements. Réguler veut dire chercher à donner une certaine stabilité à un système. La réglementation peut avoir pour but la régulation, mais peut aussi avoir de tout autres buts. Inversement, la régulation peut se faire à travers des règlements, mais peut aussi se faire d'autres façons. Par exemple, les guides gastronomiques assurent une certaine régulation du secteur de la restauration, en établissant de facto des standards de qualité et en sanctionnant la conformité à ces standards.
Le terme de déréglementation semble être apparu dans des textes en langue française en 1984. À cette époque, il a été popularisé, dans le milieu universitaire, par l'économiste français Henri Bourguinat notamment. Il pourrait s'agir d'un emprunt à la langue anglaise.
Le terme de dérégulation est apparu en langue anglaise dès 1977, notamment dans le titre d'un livre.

## Fondements
La dérèglementation a été importante à partir des années 1970, en particulier aux États-Unis dans le transport aérien pour commencer. C'est le secteur dans lequel la règlementation avait été poussé le plus loin et où le besoin de la dérèglementation s'est donc fait sentir le plus tôt. Ainsi, Alfred Kahn, ancien président du conseil de l'aéronautique civile et père de la règlementation dans le secteur donnait-il les exemples suivants de règlementations absurdes : « Un taxi aérien peut-il acquérir un avion de cinquante places ? A-t-on le droit de transporter des chevaux de Floride dans le nord-est avec un avion supplémentaire ? Doit-on laisser un avion de ligne occuper ses sièges vides au tarif charter en prenant à son bord les passagers d'un vol charter laissés en plan ? Une compagnie a-t-elle le droit de proposer un prix spécial aux skieurs avec possibilité de remboursement du billet s'il n'y a pas de neige […] ».

### Déréglementer pour ouvrir à la concurrence?

#### L'école de Chicago: déréglementer pour maintenir la concurrence
La théorie économique dominante considère que la réglementation du marché est nécessaire pour garantir le maintien de la concurrence et pour combattre la constitution de monopoles et de trusts (lois anti-trusts aux Etats-Unis). Toutefois certaines écoles de pensée, telle « l’école de Chicago » (courant libéral) ont contesté la menace que ferait planer le monopole sur la concurrence. Selon la théorie dite « des marchés contestables » (théorie de l'économiste américain William Baumol), de l’entreprise qui dispose d’un monopole dans un secteur d’activité est soumise à la concurrence des entreprises inexistantes mais potentielles : c’est-à-dire que si elle tend à profiter de sa situation (par exemple en pratiquant des prix très élevés ou en négligeant la qualité de ses produits), elle risque de permettre l’émergence d’entreprises concurrentes jusqu’alors inexistantes. Elle perdra donc ses clients au profit des nouveaux entrants. Ainsi, il est inutile de réglementer le marché, d’autant que toute situation de monopole est provisoire et sera amenée à être renversée par la force du marché (c’est l’analyse de Joseph Schumpeter et de toute l’école autrichienne).
Selon ces auteurs, il faut au contraire absolument déréglementer pour maintenir la concurrence, afin que tous les obstacles susceptibles d'empêcher l’émergence d’entreprises contestataires soient éliminés. Cette politique a été parfois appliquée durant les années 1980 dans les secteurs dont on souhaitait qu’ils soient soumis à une concurrence plus importante, dans le secteur bancaire et des transports notamment.

#### La théorie économique actuelle: une réglementation nécessaire pour maintenir la concurrence
Contrairement aux a priori, on assiste à un développement important des réglementations et de la régulation, et ce du fait de la privatisation de certains secteurs d’activité. La réglementation vise en effet à répondre à un dilemme entre les deux objectifs contradictoires que sont :
- Garantir le bon fonctionnement des services d’intérêt général,
- Libéraliser l’économie et soumettre la plupart des secteurs d’activité à une situation de concurrence.

C’est en fait de la disparition des monopoles d’états que naissent la plupart des réglementations. En effet, le monopole offrait à certains acteurs des avantages qu'ils ne peuvent retrouver dans une situation de concurrence sans une intervention réglementaire de l’État. La réglementation est censée permettre :
- L’harmonisation,
- La défense des intérêts des consommateurs,
- Le contrôle des monopoles qui subsisteraient malgré l’ouverture du secteur à la concurrence.

Ainsi dans le cadre d’un marché concurrentiel, l’État assume certaines tâches régulatrices :
- Création de normes nécessaires à la bonne marche du secteur (en vue de l’harmonisation et du contrôle des produits finis),
- Attribution de licences et d’accès aux infrastructures,
- Contrôle éventuel des tarifications,
- Gestion des litiges liés à la mise en concurrence et opposant le plus souvent l’ancien monopoleur aux nouveaux entrants.

La réglementation a donc pour mission de fournir un cadre législatif à certains services en situation de concurrence. La régulation cherche quant à elle à appliquer au mieux ce cadre législatif, à faire des propositions et des études sectorielles. Contrairement à la réglementation, qui reste du ressort de l’État, la régulation est le plus souvent confiée à des instances indépendantes (comme des autorités de régulation).
Libéraliser les services ne signifie donc pas nécessairement déréglementer et encore moins déréguler. La déréglementation concerne certains pans de l’économie où le libéralisme ne reconnaît pas de rôle à l’État, tandis que certains secteurs sont de plus en plus règlementés. Dans le libéralisme, l'état assure les fonctions dites « régaliennes » de police, de justice et de défense. « N’attendre de l’État que deux choses : liberté, sécurité. Et bien voir que l’on ne saurait, au risque de les perdre toutes deux, en demander une troisième » (Frédéric Bastiat).

### Disparition des monopoles de droit
Dans plusieurs secteurs à fortes économies d’échelle, la situation de monopole, alors qualifié de « naturel », est justifiable. La railway mania (« engouement pour le rail ») a engendré au XIXe siècle une concurrence génératrice d'une dispersion absurde des investissements dans le secteur ferroviaire : la construction de plusieurs voies de chemin de fer en parallèle, une pour chaque compagnie. Le monopole est donc parfois justifié sur le plan économique, mais, une fois établi, il convient de le réglementer afin qu’il n’abuse pas de sa position.
Selon le courant de pensée libéral, certains monopoles perdraient, au cours de l’évolution économique, leur justification : celui des télécommunications (affranchi des lignes téléphoniques traditionnelles), du secteur aérien, de la poste, et de l’électricité. Les avantages du maintien d'une position monopolistique seraient inférieurs aux défauts générés par l’absence de concurrence.

## La déréglementation critiquée
Pour Joseph E. Stiglitz, la déréglementation a du bon, mais il faut savoir la manier avec précaution. Son objectif théorique est de maintenir la concurrence sur les marchés ou de garantir d’empêcher les firmes dominatrices de profiter de leur position lorsqu’elles profitent d’un monopole naturel. Il note toutefois que durant les années 1990, « la déréglementation tourne au délire ».
En effet, depuis les années de présidence de Jimmy Carter, certaines grandes entreprises ont poussé le gouvernement à déréglementer leur secteur d’activité, car elles espéraient pouvoir dominer le marché et donc en tirer bénéfice. Ce lobbying fut notamment mené par les grandes entreprises de télécommunications, les banques et les entreprises industrielles gênées par la législation environnementale. Non seulement la déréglementation nuit souvent à l’intérêt général au profit de certaines firmes, mais elle est surtout cause d’instabilité économique et de crises (on se reportera aux exemples de la télécommunication, de l'aviation et de la finance).

### Dans les télécommunications
Dans le secteur des télécommunications, les entreprises ont prétendu que les nouvelles technologies (développement du satellite, des réseaux sans fil, de la fibre optique, …) permettraient d’accroître la concurrence et que, dès lors, la réglementation étatique n’était plus utile. Selon Stiglitz, cette demande n’était absolument pas motivée par le souci d’une concurrence favorable aux consommateurs et nuisibles aux profits. Les entreprises déjà existantes espéraient profiter de leur longueur d’avance pour s’imposer sur le marché. À la suite de la déréglementation du secteur mise en place au milieu des années 1980, les investisseurs ont vu des occasions de profits pour l’entreprise qui réussirait à s’y imposer.

« Les compagnies pensaient être dans un jeu où le gagnant rafle la mise, et chacune a donc dépensé furieusement pour s’assurer d’être la dominatrice. »

Ces investissements importants, accompagnés de la multiplication des entreprises « .com », ont contribué selon Stiglitz à l’apparition d’une bulle spéculative, dans l’économie réelle d’abord, mais surtout en bourse. Son éclatement en 2000 a accompagné l’entrée de l’économie américaine dans la récession et provoqué la disparition de nombreuses entreprises de haute technologie.

### Dans le secteur aérien
Dans le secteur aérien, la déréglementation entreprise par Jimmy Carter n’a permis l’émergence durable que de peu de nouvelles compagnies. Le réseau aérien s’est restructuré : de multiples lignes secondaires rayonnent autour d’un aéroport principal (un « hub ») dont une grande compagnie s’est assuré le contrôle : la TWA à Saint-Louis, et l'American Airlines à Dallas… Dans le cas où une petite compagnie tentait de se développer sur leur territoire, les compagnies monopoleuses pratiquaient momentanément des prix très bas (dumping) afin de la chasser et de montrer l’exemple à tout contestataire éventuel. On a toutefois noté depuis les années 1970 une tendance à la baisse du prix des billets.[réf. nécessaire]

### Dans le secteur financier
L'histoire boursière a d'abord été marquée par une forte réglementation, afin de protéger les entreprises, leurs investisseurs et leurs créanciers contre leurs dirigeants et contre les abus de marché. La réglementation visait aussi à assurer un bon fonctionnement de la Bourse, afin que les entreprises moyennes puissent s'y financer. Commencée dans les années 1980, la déréglementation s'est accélérée dans les années 2000 avec la Directive concernant les marchés d'instruments financiers prise par Bruxelles pour autoriser les systèmes multilatéraux de négociation. Il s'agit de systèmes exploités par des prestataires de services d'investissement ou une entreprise de marché, qui sans avoir la qualité de marché réglementé, leur permettent d'assurer la rencontre, en son sein et selon des règles définies, des transactions (achats et ventes) sur des instruments financiers.
Cependant la déréglementation financière est aussi critiquable. Pour G. Soros (gérant de hedge funds et philanthrope hongro-américain), Robert Gnaizda (directeur du Grenling Institute; défense du consommateur), la dérégulation financière aux États-Unis est à l'origine de la crise de 2008. En effet, l'abrogation du Glass-Steagall Act (lois américaine destinée à protéger certaines activités contre la concurrence interne et externe) en vigueur depuis 1930, et l'interdiction par le congrès de la régulation des couvertures de défaillance (ou Credits Default Swaps) est dû à l'intense lobbying financier américains et à d'énormes conflits d'intérêts. Des artisans de cette dérégulation comme Hank Paulson ou Glenn Hubbard siègent dans les boards de plusieurs grandes banques américaines, tout comme beaucoup d'élus du congrès. Les couvertures de défaillance n'étant pas régulées, des banques comme Lehman brothers, JP Morgan, Merryl Linch et bien d'autres ont pu prêter à des consommateurs insolvables (grâce à la mobilisation de l'effet de levier permis par Henry Paulson) tout en s'assurant contre le défaut de paiement. Mais n'étant pas régulées, les vendeurs de couvertures de défaillance n'étaient pas obligés de posséder des fonds propres, et ont été incapables d'assurer le remboursement lors de l'éclatement de la bulle. D'où des défaillances en cascade : l'incapacité définitive des consommateurs lourdement endettés à payer leurs créanciers à entraîné la défaillance de ceux-ci qui par la suite occasionnent celle des banques d'affaires.

### EnArgentine
L'Argentine a connu de nombreuses déréglementations pendant le gouvernement de Carlos Menem, dans les années 1990. Cette politique, impulsée par les conseils du Fonds monétaire internationale (FMI) est finalement devenue impopulaire en 2001, lorsque l'Argentine a connu une crise économique profonde. La déréglementation a alors été montrée du doigt, par certains, comme une des causes principales de cette crise[réf. nécessaire].

## Déréglementation en France
Les organisations patronales s'efforcent de démontrer la cohérence globale du mouvement de déréglementation, de privatisation (désengagement de l'État) et de libéralisation (levée des obstacles aux échanges commerciaux). L’ensemble est perçu comme une tendance qui menace les salariés, et qui accroît la précarité du travail.
Les syndicats pensent eux que l’ouverture à la concurrence dans des secteurs-clefs, comme le transport aérien ou ferroviaire, peut augmenter les risques d'accidents. Ils pensent que l'expérience du Royaume-Uni dans le secteur ferroviaire, notamment, devrait inciter les États à la prudence. Quatre accidents graves (Southall (1997), Ladbroke Grove (1999), Hatfield (2000) et Potters Bar (2002)) ont également sérieusement entamé la confiance des Britanniques. Dans d’autres pays, la libéralisation du transport ferroviaire s’est mieux déroulée (en Allemagne, ou au Japon avec la privatisation de Japan Railways par exemple).
Dans le secteur des télécommunications, l'ouverture à la concurrence concomitante avec des nouvelles technologies a fait baisser certains tarifs de communications, tandis que d'autres tarifs telles que les communications mobiles européennes nécessitent des interventions publiques pour subir une baisse des prix. La baisse des prix des communications est généralement liée à une modification du modèle économique du secteur des télécommunications. Aujourd'hui, les communications sont bon marché, mais les forfaits et abonnements plus chers. France Telecom est restée propriétaire de son réseau et a dû augmenter le prix de son abonnement, pour compenser la baisse du coût des communications (disparition partielle de péréquation). Finalement, l'arrivée des offres triple play a fait que pour les consommateurs les plus modernes, le budget communication des particuliers a augmenté. Cette évolution s'est également accompagnée d'une réduction du nombre de cabines téléphoniques – l’État imposant cependant une densité minimale de cabines.
La privatisation d’entreprises publiques ne doit pourtant pas toujours être assimilée à une quelconque déréglementation. Certaines se sont accompagnées de la création de nombreuses réglementations et d'instances régulatrices, comme l'autorité de régulation des télécommunications (ART) en 1997, devenue Autorité de régulation des communications électroniques et des postes (ARCEP).

### Les secteurs concernés en France
En France, les principaux secteurs concernés sont (entre parenthèses le nom des entreprises publiques ou anciennement publiques concernées) :
{entre accolades l'autorité de régulation}

#### Secteur public
- le transport aérien (Air France)
- le transport ferroviaire de passagers et de fret (SNCF)
- le service postal (PTT et La Poste) {l'ARCEP[8]}
- les télécoms (PTT puis France Telecom) {l'ARCEP[8]}
- Les stations de radio et chaînes de télévision (ORTF, puis TF1 et Antenne 2) {Arcom}
- la télédiffusion (TDF) {l'ARCEP[8]}
- l'électricité (EDF) et le gaz (GDF) {CRE}
- les aéroports sont concernés par un processus de privatisation (ADP)
- les autoroutes sont concernées par un processus de privatisation (voir Sociétés concessionnaires d'autoroutes en France)
- les services portuaires de manutention

Voir aussi l'article privatisations en France.

#### Secteur privé
- les services bancaires ;
- les agents de change {AMF} (réforme de 1989) ;
- les services à la personne (monopole associatif de fait jusqu'en 1998[9]) ;
- déréglementation des transports routiers[10] (réforme de 1986-1988).